# Тироло (Ла Специја)
Тироло је насеље у Италији у округу Ла Специја, региону Лигурија.
Према процени из 2011. у насељу је живело 35 становника. Насеље се налази на надморској висини од 294 м.